# Сенарі (мови)

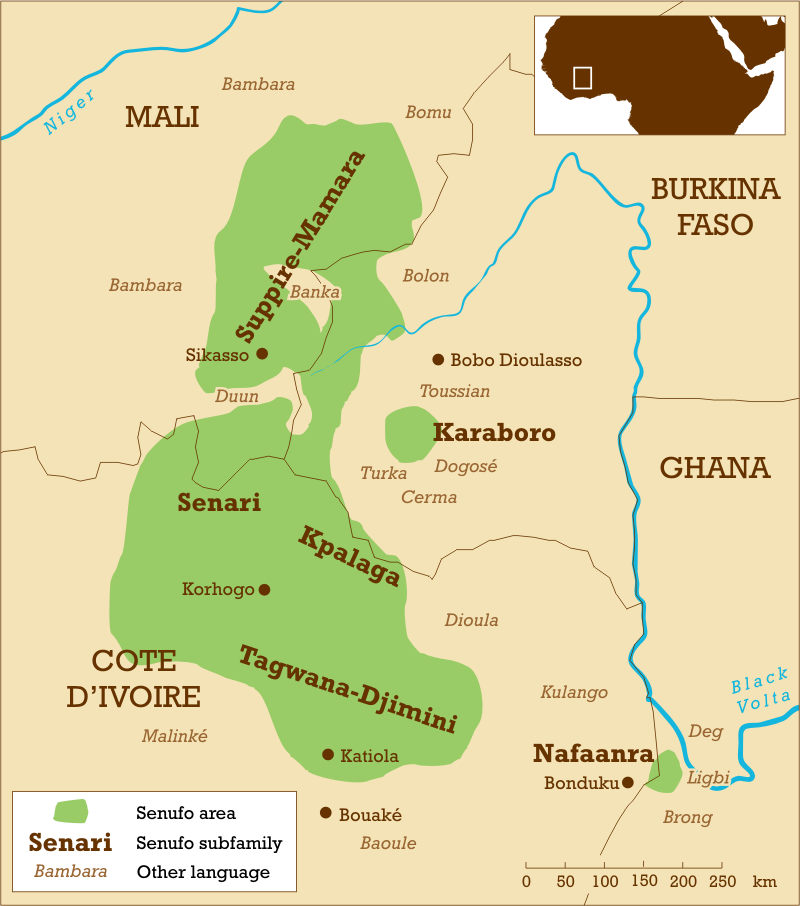
Поширення мов сенарі (Senari — на карті) в Кот-дʼІвуарі і Малі.

Сенарі — підгрупа мов сімʼї сенуфо.
До неї належать такі мови:
- себаара (862000 мовців в Кот-дʼІвуарі станом на 1993 рік[1]);
- сенара (50000 мовців в Буркіна-Фасо станом на 1995 рік[2]);
- с'єнара (155000 мовців в Малі станом на 2010 рік[3]).

## Писемність
Мови сенарі в Кот-дʼІвуарі користуються латиницею.
| A a | B b | C c  | D d | E e | Ɛ ɛ | F f | G g | Gb gb | Gm gm | I i | J j  |
| --- | --- | ---- | --- | --- | --- | --- | --- | ----- | ----- | --- | ---- |
| /a/ | /b/ | /t͡ʃ/ | /d/ | /e/ | /ɛ/ | /f/ | /g/ | /ɡ͡b/  | /ɡ͡bm/ | /i/ | /d͡ʒ/ |

| K k | Km km | Kp kp | L l | M m | N n | Ny ny | Ŋ ŋ | O o | Ɔ ɔ |
| --- | ----- | ----- | --- | --- | --- | ----- | --- | --- | --- |
| /k/ | /k͡pm/ | /k͡p/  | /l/ | /m/ | /l/ | /j/   | /w/ | /o/ | /ɔ/ |

| P p | R r | S s | T t | U u | V v | W w | Y y | Z z | Ɂ ɂ |
| --- | --- | --- | --- | --- | --- | --- | --- | --- | --- |
| /p/ | /d/ | /s/ | /t/ | /u/ | /v/ | /w/ | /j/ | /z/ | /ʔ/ |

- Довгі голосні передаються на письмі подвоєнням букв для голосних: aa [aː], ee [eː], ɛɛ [ɛː], ii [iː], oo [oː], ɔɔ [ɔː], uu [uː].
- Носові голосні передаються написанням букви n після букви для голосного: an [ã], en [ẽ], ɛn [ɛ̃], in [ĩ], on [õ], ɔn [ɔ̃], un [ũ].
- Назалізація довгого голосного також позначається написанням букви n після букв, передаючих довгий голосний: aan [ãː], iin [ĩː], uun [ũː], ɛɛn [ɛ̃ː], ɔɔn [ɔ̃ː], een [ẽː], oon [õː].
- Помʼякшення приголосних звуків передається написанням букви y після букви для приголосного.
- Огублення приголосних звуків на письмі передається написанням букви w після букви для приголосного.
- Для позначення тонів використовуються діакритичні знаки гравіс (`) та акут (´), які ставляться над буквами для голосних.